# 2M1207 b
2M1207 b — объект планетарной массы, вращающийся вокруг коричневого карлика 2M1207 в созвездии Центавра, на расстоянии около 170 св. лет от Земли. Примечателен тем, что был первым кандидатом на внесолнечную планету, непосредственно наблюдаемую с Земли (в инфракрасном диапазоне). Объект был обнаружен в апреле 2004 года с помощью телескопа VLT в Паранальской обсерватории в Чили группой из Европейской южной обсерватории, руководимой Гаэлем Шовеном (фр. Gaël Chauvin).
Объект — весьма горячий газовый гигант; предполагаемая температура его поверхности — приблизительно 1600 K (1300° C), в основном за счёт гравитационного сжатия. Его масса оценена в 3—10 MJ, что ниже расчётного порога для начала горения дейтерия, который составляет 13 MJ. Расстояние между 2M1207 b и его солнцем в проекции на небесную сферу равно примерно 40 а. е. (такое же, как между Плутоном и Солнцем). Её инфракрасный спектр показывает наличие воды в молекулярном состоянии в атмосфере. Объект–подходящий кандидат для возникновения жизни, как на его поверхности, так и на любом из его возможных спутников.

## Обнаружение, идентификация и свойства

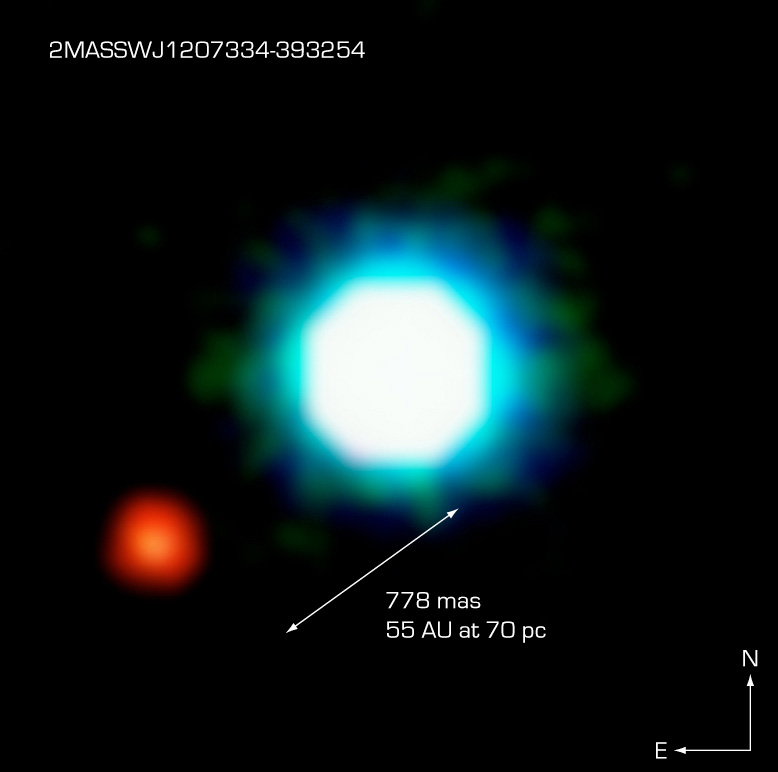
Инфракрасное изображение 2M1207 (голубой) и 2M1207 b (красный). Угловое расстояние между объектами — менее одной секунды. Изображение получено на 8,2-метровом VLT в Европейской южной обсерватории

Светимость 2M1207 b приблизительно в 100 раз слабее, чем у его компаньона. Он был впервые замечен как «тусклое рыжеватое пятнышко света» в 2004 году на VLT. При первом наблюдении возник вопрос, не является ли данный объект оптически двойной звездой, но последовательные наблюдения на «Хаббле» и VLT показали, что объекты перемещаются вместе и, следовательно, являются (предположительно) двойной звёздной системой.
Первоначальная фотометрическая оценка расстояния до 2M1207 b была где-то около 70 пк. В декабре 2005 Американский астроном Эрик Мамайек сообщил об уточнённом расстоянии в (53 ± 6 парсек) до 2M1207 b используя moving cluster method. Актуальный тригонометрический параллакс, который подтверждает расстояние перемещающихся кластеров, соответствует расстоянию оцениваемому как 52,75+1,04
−1,00 парсек или 172 ± 3 св. года.
Предположительные масса, размеры, и температура 2M1207 b все ещё неизвестны. Хотя по спектроскопическим показателям масса составляет 8±2 массы Юпитера и температура поверхности 1600±100 К, теоретические модели для таких объектов предсказывают светимость в 10 раз больше наблюдаемой. Поэтому нижняя граница массы и температуры могут быть пересмотрены. Согласно альтернативному мнению, видимая яркость 2M1207 b может быть меньше теоретической из-за окружающего её газопылевого диска. Mamajek и Michael Meyer предполагают, что, возможно, планета в действительности намного меньше, но излучает вследствие нагрева, вызванного недавним столкновением.
Хотя масса 2M1207 b меньше чем масса, необходимая для горения дейтерия (приблизительно 13 масс Юпитера), и изображение 2M1207 b широко признаётся как первое прямое изображение внесолнечной планеты, может возникать вопрос, действительно ли 2M1207b является планетой. В соответствии с некоторыми определениями термина планета, планетой может считаться объект сформированный таким же образом как планеты в нашей Солнечной системе, то есть вторично созданный из аккреционного диска. С таким определением, если 2M1207 b сформировался непосредственно гравитационным коллапсом газовой туманности, в таком случае его предпочтительней следует классифицировать как субкоричневый карлик, а не планету. Аналогичные споры существуют касаемо идентификации GQ Волка b, изображение которого было получено впервые в 2004. С другой стороны, обнаружение таких пограничных случаев, как например Cha 110913-773444— свободно плавающих, одиночных объектов планетарной массы, поднимает вопрос о правильности разграничения звёзд/коричневых карликов и планет на основании разницы в их происхождении. В 2006 году рабочая группа Международного астрономического союза по внесолнечным планетам охарактеризовывает 2M1207 b как «компаньон коричневого карлика, возможно планетарной массы».